# Feminicidio de Mara Castilla
El feminicidio de Mara Castilla se refiere al asesinato de la estudiante Mara Fernanda Castilla Miranda, ocurrido en la madrugada del 8 de septiembre de 2017 en la ciudad de Puebla, en Puebla, México. El suceso detonó protestas en diferentes ciudades del país como Ciudad de México, León (Guanajuato), Torreón (Coahuila) y Guadalajara (Jalisco), incluyendo un posicionamiento por parte de ONU Mujeres y ONU-DH. El caso también provocó que el gobierno de Puebla retirara el permiso de operación a la empresa Cabify y promulgara una ley local para regular a las compañías de transporte privado como Uber.

## Cronología de los sucesos

### Desaparición de Mara Castilla
De acuerdo con las declaraciones ministeriales, Mara Castilla salió con sus amigos la noche del jueves 7 de septiembre a un bar en Cholula, Puebla. En la madrugada, ella abordó el automóvil de uno de sus amigos, quien la llevaría a casa; sin embargo, se cruzaron con un operativo de control de alcoholemia, por lo que decidió usar el servicio de Cabify.
Mara abordó el automóvil a las 05:06 horas del 8 de septiembre, avisándole a su hermana Karen. Al despertar, Karen notó la ausencia de Mara, por lo que revisó su correo electrónico, donde encontró un recibo donde se daba por concluido el viaje a las 05:46 horas en el destino indicado. Karen solicitó ver las cámaras de videovigilancia, donde se corrobora que el automóvil llegó a la casa, pero Mara nunca descendió del vehículo. Cuando Karen contactó al chófer, este le indicó que Mara sí bajó, lo que levantó las sospechas de la familia Castilla.
El sábado 9 de septiembre de 2017, familiares y amigos de Mara Castilla, estudiante de 19 años, comenzaron a circular por redes sociales una campaña de búsqueda. La madre de Mara Castilla aseguró haber recibido una llamada telefónica ese mismo día, donde alguien le indicó que su hija estaba bien, pero la llamada fue cortada cuando solicitó más información.
El 10 de septiembre, la empresa Cabify solicitó por redes sociales apoyo para dar con el paradero de Mara, además de indicar que su equipo legal estaba en contacto constante con los familiares de la desaparecida. La compañía también indicó que el chofer se había presentado voluntariamente en la Fiscalía General del Estado de Puebla para rendir su declaración.
El 13 de septiembre, el conductor, identificado como Ricardo Alexis Díaz, fue detenido en el municipio de Terrenate, Tlaxcala.

### Feminicidio
El 15 de septiembre, el fiscal Víctor Carrancá Bourget señaló que las investigaciones apuntaban a que Ricardo Alexis Díaz, chófer del vehículo de Cabify, secuestró a Mara Castilla, la llevó a un motel y la asesinó. Las cámaras de vigilancia del lugar señalaron la presencia del conductor entre las 06:47 y las 08:15 horas del viernes 8. Posteriormente, Ricardo Alexis se trasladó a la autopista Puebla-Orizaba, donde se deshizo del cadáver. Ese mismo día, el gobernador de Puebla lamentó la noticia e indicó que «el presunto responsable está detenido y pagará por este crimen».
Los restos de Mara Castilla fueron sepultados en el Panteón Bosques del Recuerdo de Xalapa.

## Proceso penal

### 2017-2018
El 5 de octubre de 2017, la fiscalía informó que el juez de control halló suficiente evidencia para vincular a Ricardo Alexis Díaz a proceso. Sin embargo, el 9 de febrero de 2018 se dio a conocer que la Fiscalía General del Estado carecía de pruebas contundentes para imputar el delito de feminicidio, por lo que solicitó una prórroga. Dicho plazo no se otorgó, por lo que el proceso penal por el delito de privación ilegal de la libertad (secuestro) fue suspendido. El 15 de febrero, un juez de control negó a la fiscalía la realización de cinco pruebas de investigación sobre el acusado, debido a un error de procedimiento.
El 22 de febrero de 2018, el Juez Quinto de Distrito en materia de Amparo Federal concedió un amparo a Ricardo Alexis, señalando que su detención por el delito de secuestro fue hecha de forma ilegal. El 2 de marzo, el juez negó un segundo amparo al acusado, que pretendía descalificar el rastreo por geolocalización de su celular, así como el acceso a su historial de llamadas antes de ser detenido, mientras que un tercer amparo, por el delito de feminicidio, seguía pendiente de resolución. El 9 de marzo, un juez de control le otorgó una prórroga de un mes a la fiscalía para demostrar la culpabilidad del conductor.
El 14 de junio, la defensa de Ricardo Alexis "N" informó que el Primer Tribunal Colegiado en Materia Penal del Sexto Circuito resolvió a su favor tres apelaciones (recursos de revisión) a los tres amparos interpuestos, por lo que se detuvo el proceso penal por el delito de feminicidio y el acusado solo enfrentaría el juicio por el delito de privación ilegal de la libertad, sin que la fiscalía pudiera usar la geolocalización en tiempo real y los datos obtenidos de su celular como pruebas válidas. En consecuencia, la fiscalía debió reponer los procedimientos por fallas en la integración de la carpeta de investigación.
El 4 de julio, la Fiscalía General del Estado de Puebla informó que Ricardo Alexis sería vinculado a proceso por el delito de privación ilegal de la libertad (secuestro). La fiscalía también sustentó la carpeta de investigación, por lo que el procesado seguiría en prisión preventiva. Además, en dicha audiencia se dio a conocer que el conductor había recibido una condena de un año de prisión por el delito de robo de combustible, por una acusación previa al asesinato de Castilla.
El 12 de septiembre, la fiscalía poblana volvió a imputarle a Ricardo Alexis los delitos de feminicidio y violación equiparada. El 18 de septiembre, la Fiscalía General del Estado de Puebla anunció que un juez de control determinó que Ricardo Alexis enfrente un juicio penal por el delito de feminicidio, y que la acusación por violación «quedó integrada como un medio para materializar el feminicidio», por lo que no se vinculó al acusado con dicho cargo. También se ratificó que el imputado seguiría el proceso penal bajo prisión preventiva.

### 2019-2020
En mayo de 2019, la defensa de Ricardo Alexis sostuvo la hipótesis de que el feminicidio de Mara Castilla fue producto de una venganza por parte del crimen organizado. La hipótesis se basó en una supuesta relación sentimental previa entre ella y Christopher Alfredo Reyes Matus, vinculado al secuestro y asesinato del joven Sebastián Préstamo en 2015. En junio de 2019, la investigación se postergó debido a que la madre y hermana de Castilla interpusieron un recurso legal para no ser cuestionadas sobre la relación entre Mara y Reyes Matus. El 12 de septiembre de 2019 culminó la etapa de investigación complementaria, por lo que debía dar inicio la etapa de juicio.
Después de un aplazamiento, el 26 de octubre de 2020 se realizó la audiencia intermedia en la que se presentaron más de 120 datos de prueba, tanto por parte de la Fiscalía como del abogado defensor de Ricardo Alexis. El juicio oral fue programado para el 16 de diciembre, sin embargo, nuevamente fue postergado e inició el 26 de diciembre.

### 2021
Durante el juicio oral, en enero de 2021, la defensa de Ricardo Alexis intentó vincular nuevamente la muerte de Mara Castilla con su presunta relación con Reyes Matus, por lo que diversas agrupaciones feministas protestaron por la revictimización de Castilla y solicitaron que el tribunal juzgara el caso con perspectiva de género.
El 6 de abril de 2021, Ricardo Alexis Díaz fue declarado culpable del feminicidio de Mara Castilla y el 12 de abril fue sentenciado a una condena de 50 años de prisión y a un pago de 300 mil pesos como reparación del daño moral.

## Consecuencias

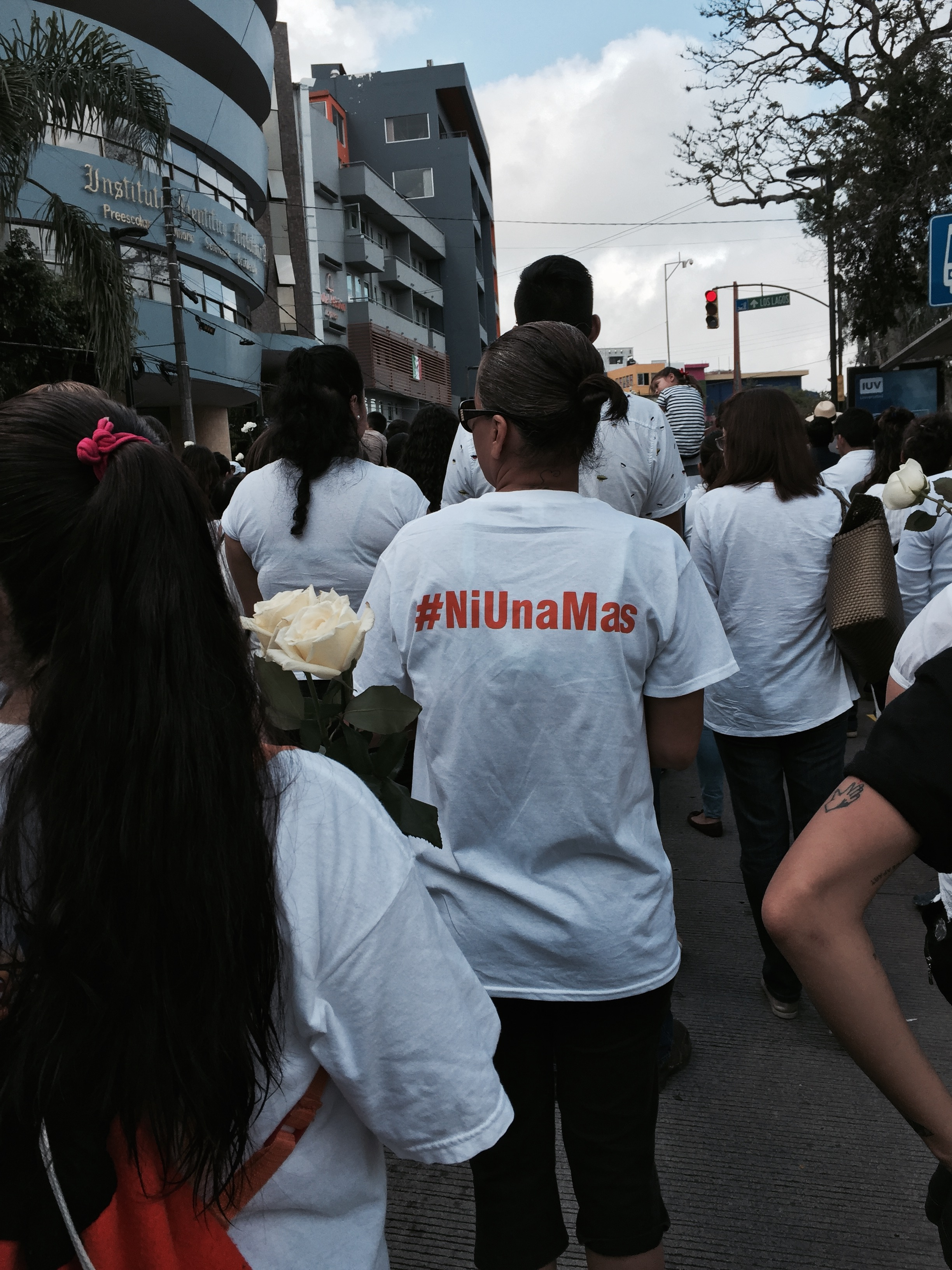
Mujer en la marcha por el feminicidio de Mara Castilla, en la ciudad de Xalapa, Veracruz. 17 de septiembre de 2017.

### Manifestaciones
El 17 de septiembre, una serie de manifestaciones en diversas ciudades de México se dieron para protestar por el asesinato de Mara Castilla, así como por la serie de feminicidios acontecidos en el país. Las marchas con más apoyo fueron en la Ciudad de México, Guadalajara, Puebla y Xalapa (ciudad natal de Mara). Las protestas también hicieron eco del feminicidio de la estudiante Lesvy Berlín Osorio, de 22 años de edad, asesinada por su novio el 3 de mayo de 2017 en Ciudad Universitaria, en la Universidad Nacional Autónoma de México.

### Demanda contra Cabify
El 27 de septiembre de 2018, los padres de Mara Castilla interpusieron una demanda ante el Tribunal Superior de Justicia de la Ciudad de México en contra de Cabify por daño moral. En dicha demanda, solicitan a la empresa el pago de tres indemnizaciones: una por reparación del daño moral, otra por la responsabilidad civil de la compañía ante los sucesos, y una por daños punitivos.

### Reforma a la Ley de transporte
El 18 de septiembre de 2017, el gobierno de Puebla le retiró el permiso de operación a la empresa Cabify, ya que la investigación de la fiscalía mostró que el conductor fue contratado pese a haber sido despedido previamente de Uber por comportamiento indebido.
El 30 de septiembre de 2017, Mariana Fuentes Soto, estudiante de la Benemérita Universidad Autónoma de Puebla, fue asesinada al sur de la ciudad de Puebla. El 15 de octubre, la Fiscalía General del Estado dio a conocer que uno de los implicados era un conductor de Uber. En consecuencia, el 17 de octubre, el gobernador de Puebla, Antonio Gali Fayad, anunció la presentación de una iniciativa para regular a las empresas de transporte privado en la entidad y mencionó que Cabify podría volver a operar si cumplía las nuevas normas. Aunque el gobierno del estado notificó la suspensión temporal de Uber, más tarde dio marcha atrás en su decisión.
El 20 de octubre, el Congreso estatal recibió la iniciativa de Gali para reformar la Ley de Transporte, aprobándola el 31 del mismo mes. Entre las medidas impuestas, se encuentran la obligación de las empresas de transparentar su padrón de conductores, la habilitación de botones de pánico, y el acceso a datos de geolocalización en casos de investigación. Uber se opuso a la legislación, por considerar que viola la privacidad de los usuarios. La ley también obliga a las compañías a recibir una capacitación en materia de derechos humanos, igualdad de género y no discriminación.
El 10 de noviembre, Cabify logró recuperar el permiso para operar en Puebla.